# Haurietis aquas
Okrožnica o češčenju presvetega srca Jezusovega (izvirno latinsko Encyclica Haurietis aquas in gaudio) je papeška okrožnica (enciklika) Rimskokatoliške Cerkve, ki jo je leta 1956 napisal papež Pij XII.
Okrožnica je bila izdana na 100. obletnico uvedbe praznika Srca Jezusovega (1856)